# Ligularia cacaliiformis
Ligularia cacaliiformis là một loài thực vật có hoa trong họ Cúc. Loài này được (Lam.) Nakai mô tả khoa học đầu tiên năm 1944.